# Stand-by letter
La stand-by letter es una forma de garantía atípica, de las llamadas abstractas, que se halla, en su forma y función, situada entre las garantías independientes (aval a primera solicitud o aval a primera demanda o similar) y los medios de pago garantizados del comercio internacional (crédito documentario), si bien es cierto que también se extienden las stand-by letters con valor de garantía en el comercio interior, y se conciben como algo muy semejante al aval a primera demanda. 
Se trata, en definitiva, de una orden de pago pura y simple dada por una entidad de crédito como garantía en favor del acreedor destinatario, para ser ejecutada simplemente alegando que el deudor no ha cumplido, sin necesidad de tener que acreditar dicho incumplimiento.

## Origen de lastandby letter
Entre tanto que en Alemania se desarrollaban las cláusulas garantieverträg (equivalentes al aforismo «solve et repete», en las que se excluía por completo el carácter accesorio de dicha garantía, y que jugaron un papel ejemplar en Europa, en Estados Unidos el contrato de garantía no accesoria se obtenía con las letters of credit, (letters of credit stand-by) que eran (son) mandatos de pago puros, atendidos por una entidad bancaria, completamente desligados de relación causal subyacente, originados por motivo de que los bancos en U.S.A. tienen prohibido ejercer funciones aseguradoras y prestar garantías.